# 이그니콕쿠스속
이그니콕쿠스속은 데술푸로콕쿠스과의 한 속이다.
열수구에서 살며, 2000년에, 아일랜드 북쪽과 태평양에서 발견되었다.

## 분류학
16S rRNA 유전자를 비교하고 보니, 새로운 3종의 이그니콕쿠스속의 고균이 알려졌다.

## 세포 구조
지름 2µm의 구형 세포로 이루어져 있는데, 마치 부드러운 표면처럼 보인다. 바깥의 세포막도 존재하지만 S층이 없다.
이 속의 고균은 이전에는 알려지지 않았던 세포 외피 구조를 가지고 있다. 후에는 작은 입자가 빽빽하고, 불규칙적으로 배치되어 있고, 지름 24nm 가량의 구멍이 고리 형태로 입자에 둘러싸여있다는 것이 알려졌다.

## 생리학
이그니콕쿠스속의 고균은 섭씨 70 - 98 °C에서 살아간다. 이들은 황이 황화수소로 환원되면서 발생하는 에너지를 얻는다. Nanoarchaea와 공생을 이룬다는 보고도 있다.

## 참고 문헌
- Huber H, Burggraf S, Mayer T, Wyschkony I, Rachel R, Stetter KO Ignicoccus gen. nov., a novel genus of hyperthermophilic, chemolithoautotrophic Archaea, represented by two new species, Ignicoccus islandicus sp nov and Ignicoccus pacificus sp nov. and Ignicoccus pacificus sp. nov, Int J Syst Evol Microbiol. 2000 Nov;50 Pt 6:2093-100
- Rachel R, Wyschkony I, Riehl S, Huber H (2002년 3월). “The ultrastructure of Ignicoccus: evidence for a novel outer membrane and for intracellular vesicle budding in an archaeon” (PDF). 《Archaea》 1 (1): 9–18. doi:10.1155/2002/307480. PMC 2685547. PMID 15803654.
- Huber H, Hohn MJ, Rachel R, Fuchs T, Wimmer VC, Stetter KO. A new phylum of Archaea represented by a nanosized hyperthermophilic symbiont, Nature, 417(6884):27-8, 2002